# Chaquí
Chaquí è un comune (municipio in spagnolo) della Bolivia nella provincia di Cornelio Saavedra (dipartimento di Potosí) con 10.289 abitanti (dato 2010).

## Cantoni
Il comune è suddiviso in 2 cantoni.
- Chaquí
- Coipasi